# Рембертув
Рембертув (пол. Rembertów), Рембертов — дзельница (район) города Варшавы, столицы Польши.

## История
В 1860-е — 1880-е годы для развития региона Российской империи и его защиты Императором и Польским царём Александром II и командованием Варшавского военного округа было уделено огромное внимание фортификационной обороне передового театра, от беспокойных западных соседей, были усилены укрепления крепостей Ивангород, Новогеоргиевск, Брест-Литовск и Варшава, созданы Варшавский укреплённый район и линия новых укреплённых пунктов (Зегрж, Осовец и других), а для устойчивой связи между ними была создана сеть стратегических железных дорог и шоссе (военных дорог). Так была построена, в Варшавском уезде, в 1866 году, железнодорожными войсками России станция Рембертов на Варшавско-Тереспольской железной дороге, а для её обслуживания и посёлок при ней. Вскоре он разросся до городка, в котором был военный городок, железнодорожная станция, а возле него был оборудованный обширный учебный артиллерийский полигон (Рембертовский полигон) Русской армии где проводились специальные сборы (Рембертовский специально-артиллерийский сбор) войск Варшавского ВО, в период с 1894 года по 1914 год. 
После Октябрьской революции в России большевиками, во главе с В. И. Лениным, Ф. Э. Дзержинским, национальным окраинам России, в том числе и Польше, была предоставлена независимость; в оставленных казармах разместились формирования польского корпуса Русской армии, ядра будущей армии Польской республики. 
9 мая 1919 года в Модлине, Ломже и Варшаве начали формироваться 8-я пехотная дивизия (8 Dywizja Piechoty). В ее состав вошли формируемые уже с 1918 года полки. 13-й пехотный полк формировался в Кракове, 21-й и 36-й пехотные полки в Варшаве, 33-й в Ломже и 8-й в Рембертове около Варшавы.
Началом 8-го полевого артиллерийского полка стали артиллерийские батареи, сформированные с ноября 1918 года в Рембертове. Тогда там были сформированы четыре батареи, из которых были сформированы две эскадрильи будущей 8-й армии.
Во время очередной польско-русской войны в городке находился штаб пехотной дивизии под командованием генерала Владислава Юнга. Позже буржуазными польскими властями в Рембертове был оборудован концлагерь для содержания пленных красноармейцев, после проваленной Троцким и Тухачевским польской кампании РККА. На базе артполигона Варшавского ВО были созданы и размещены завод боевых припасов № 2 и центр подготовки пехоты Войска Польского. В 1924 году в местечке проживало 1 373 человека.
12 мая 1926 года из	Рембертова маршал Ю. Пилсудский, во главе верных ему войск, двинулся в «поход на Варшаву», против законно избранной польской власти. 
Между 1939 и 1957 годом Рембертув был отдельным городом, после чего был включён в состав Варшавы в качестве части района Прага Полудне.
На 15 сентября 1940 года, по агентурным данным советской разведки в Рембертове Генерал-губернаторства, находился штаб 27-й бронетанковой дивизии нацистской Германии, по данным других источников, это штаб пехотной дивизии, данные на тот период времени проверялись. Подтвердилась дислокация 217-го артиллерийского полка.
С 1994 года по 2002 год существовала отдельная гмина — Варшава-Рембертув. В 1940-е годы в Рембертуве были тюрьмы, сначала используемые нацистами против евреев и коммунистов, а затем и польскими и советскими органами правопорядка для содержания бандитов и террористов. До отмены в Польше высшей меры наказания здесь совершались казни за преступления военных. С 1970 года по 1988 год три солдата было расстреляно по обвинению в убийствах с совершением изнасилования[значимость факта?].
Район Рембертува охватывает территорию в 19,3 квадратных километра и в нём проживают 23 964 жителя (данные на 31 декабря 2015 года). Плотность населения маленькая, так как 30 % территории занимают леса. Часть этого массива составляет Кавечинский лесной заповедник.
В Рембертуве расположена Академия военного искусства (польск. Akademia Sztuki Wojennej), в зданиях использовавшихся Русской армией.

## Галерея

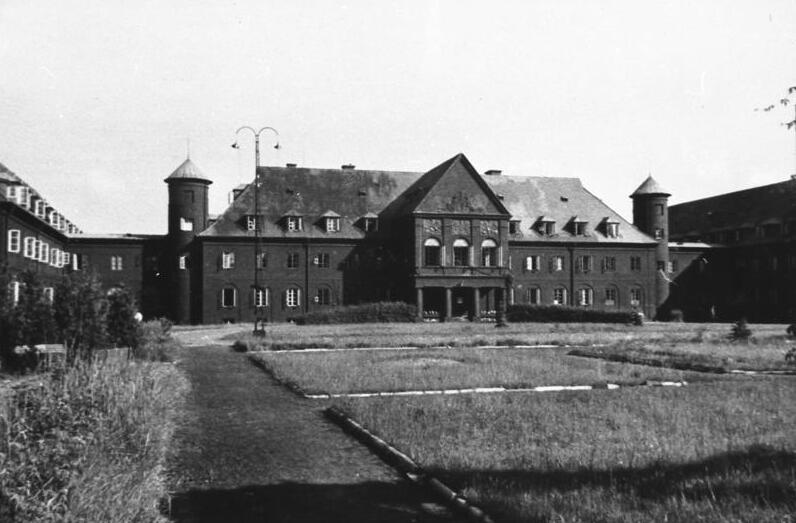
Польская кадетская академия, в зданиях Русской армии, ныне библиотека (фот. до 1945 г.).
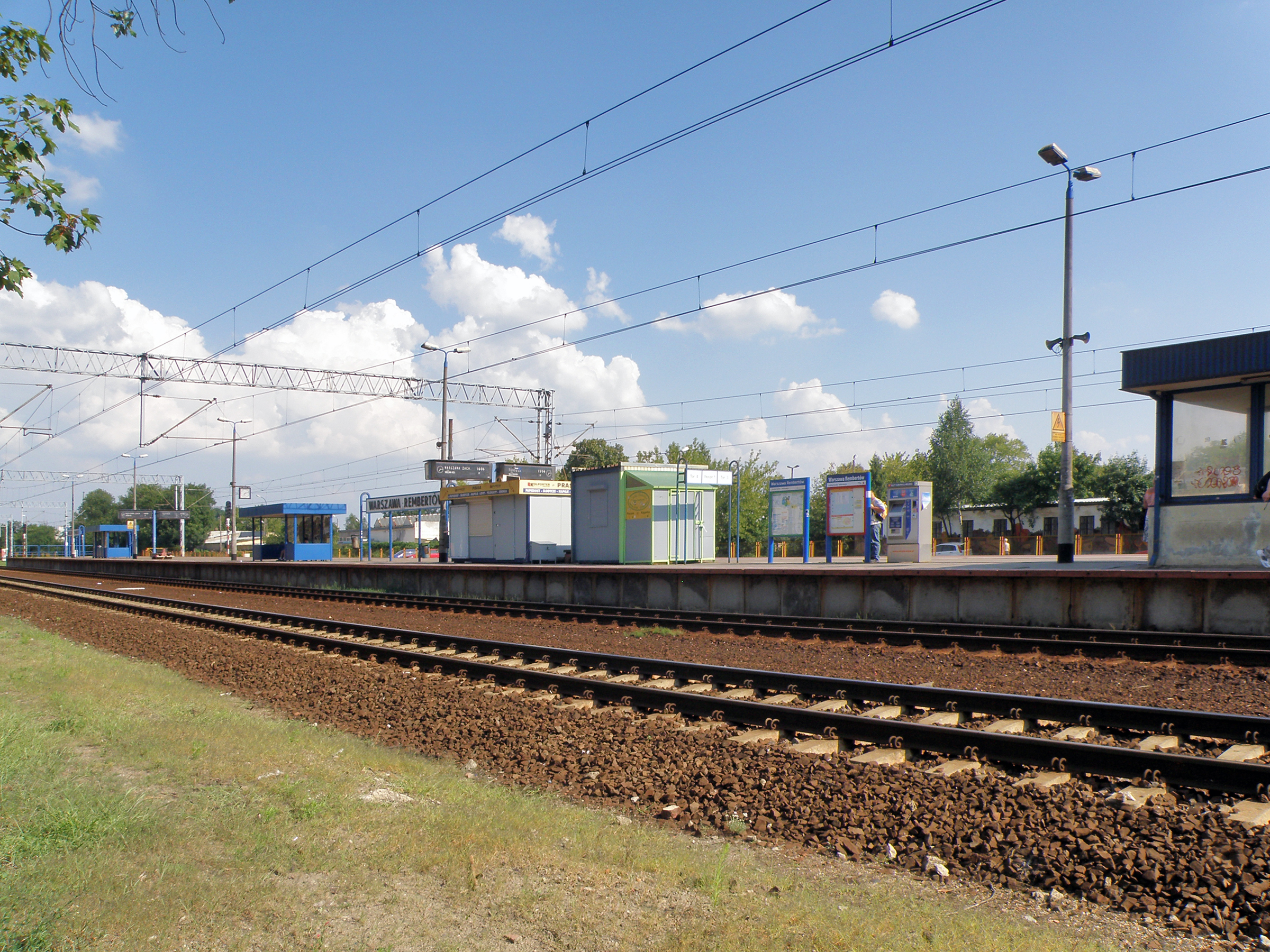
Варшавская ж/д станция Рембертув.
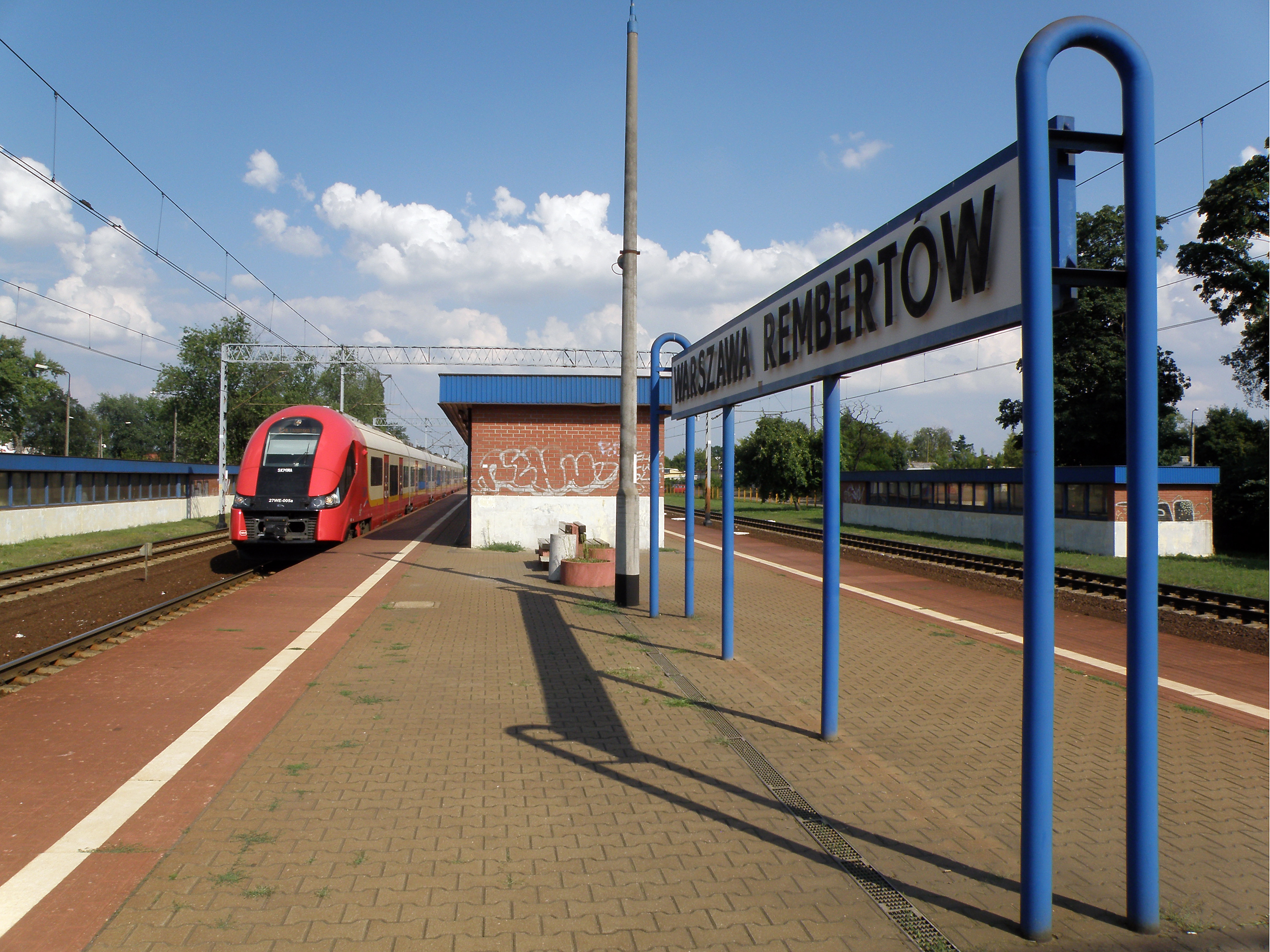
Варшавская ж/д станция Рембертув.
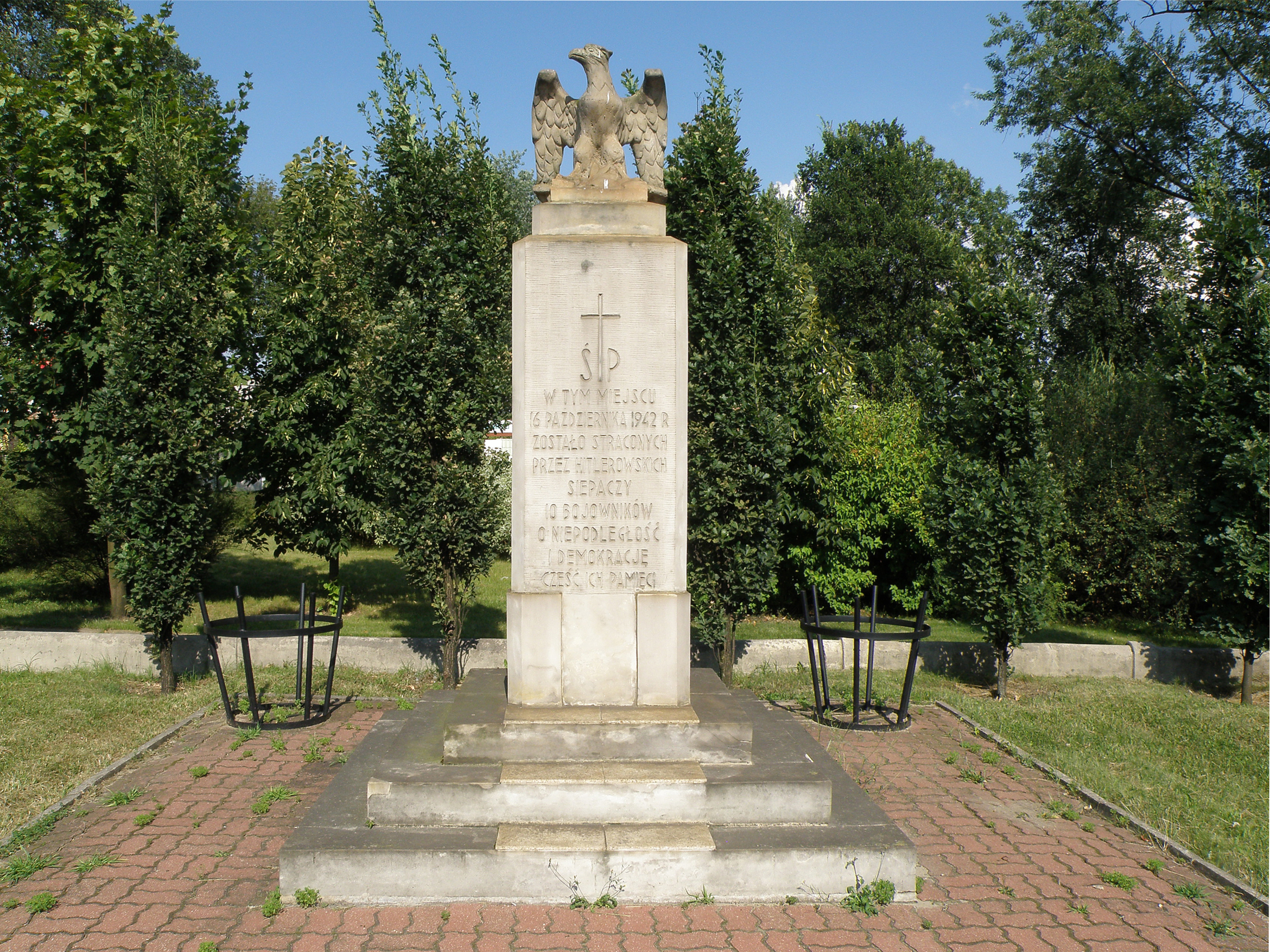
Памятник жертвам нацизма.
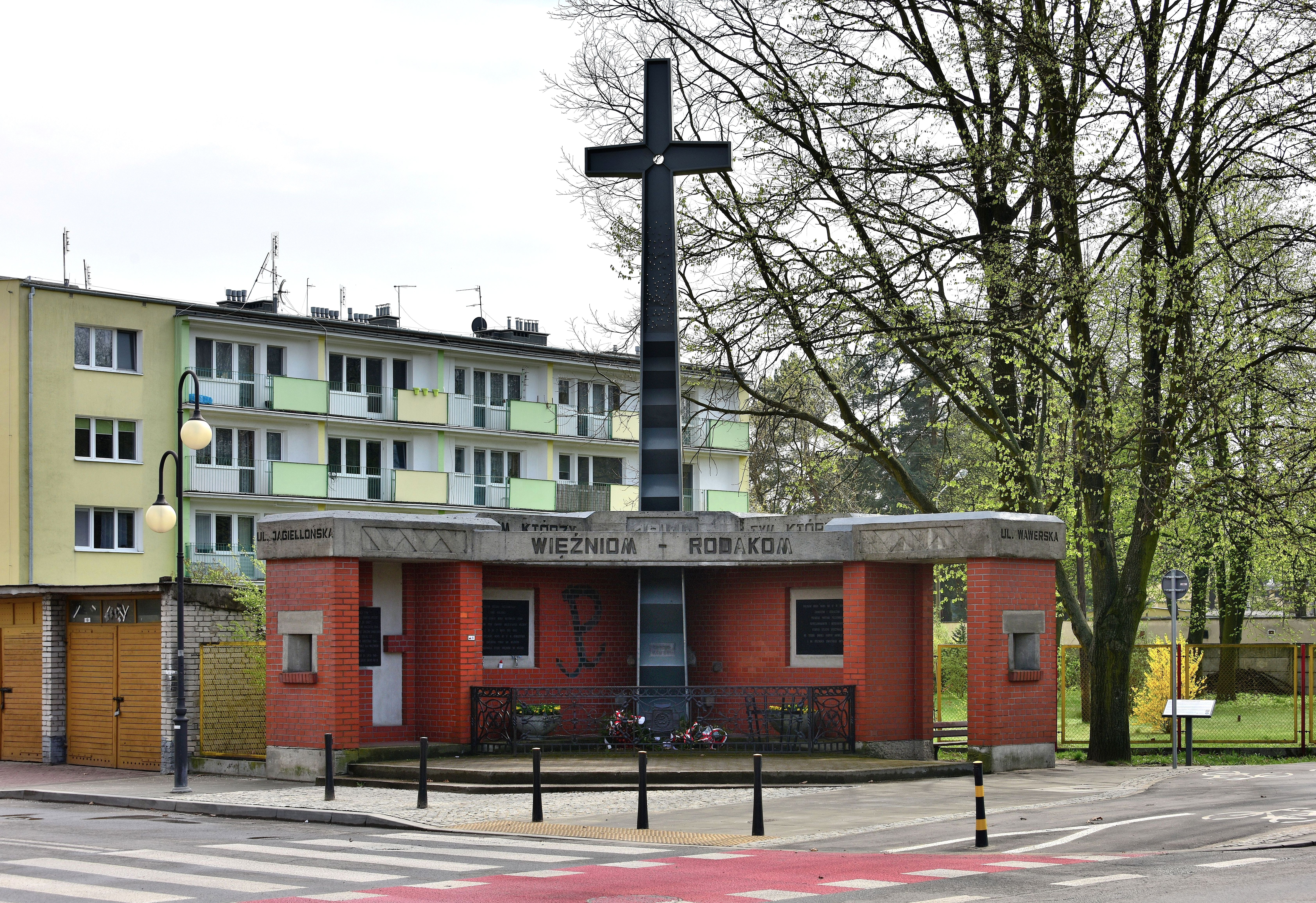
Памятник жертвам террора НКВД.
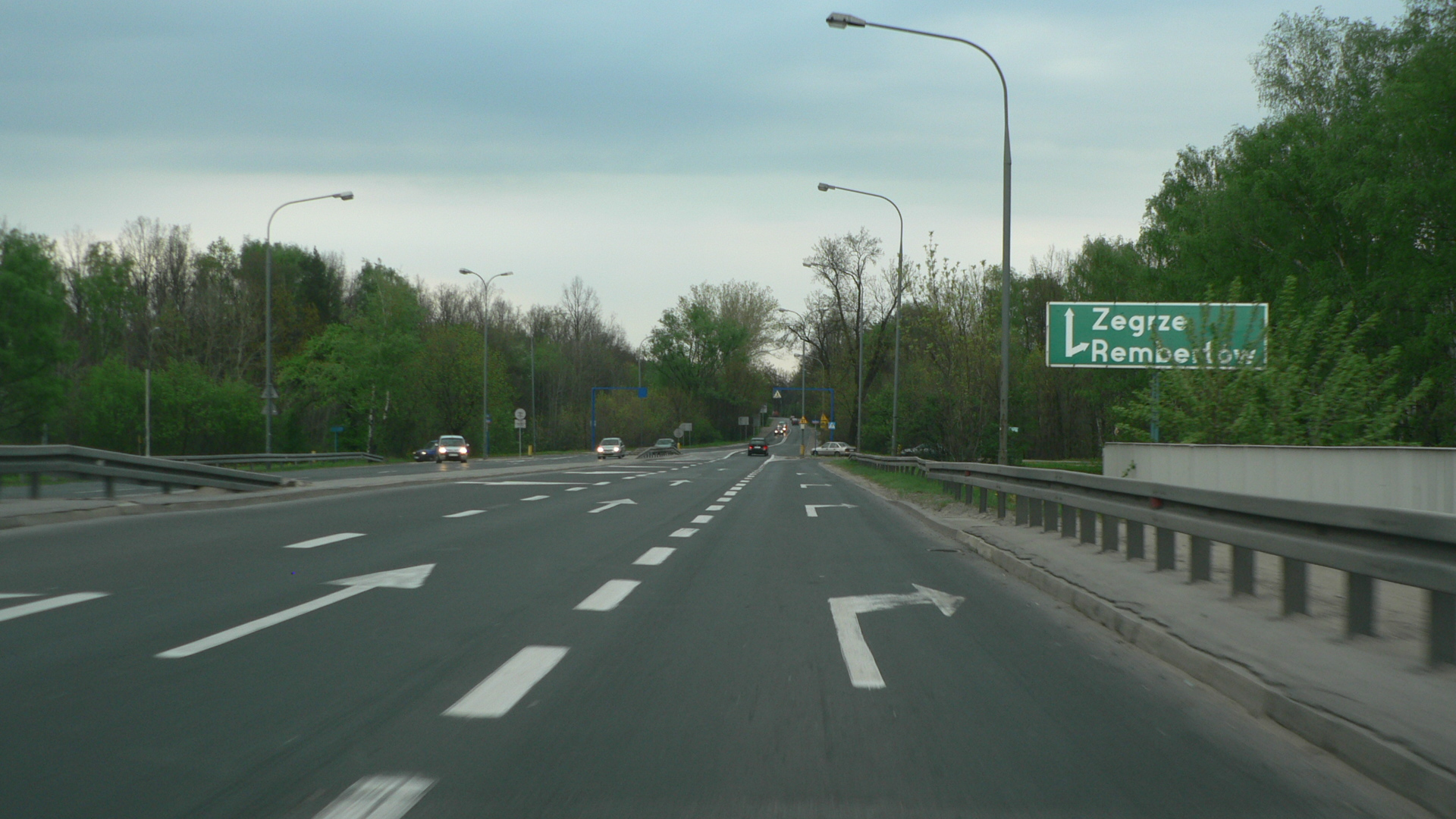
Улица Жолнерская[пол.]
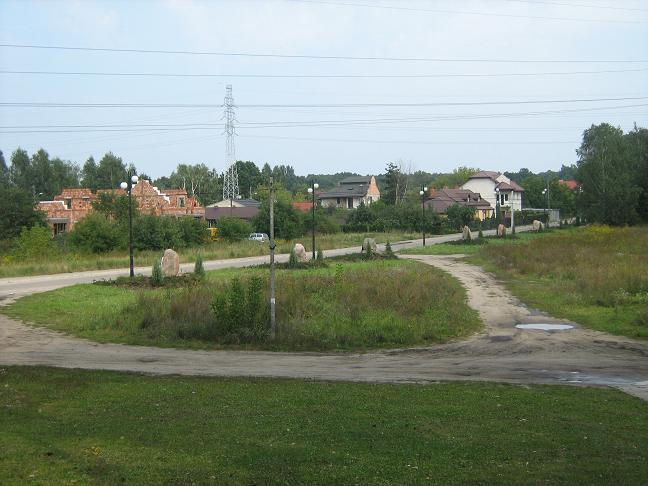
Вид на Кавечин-Вигода.